# Kreuzkirche (Wolfsburg)

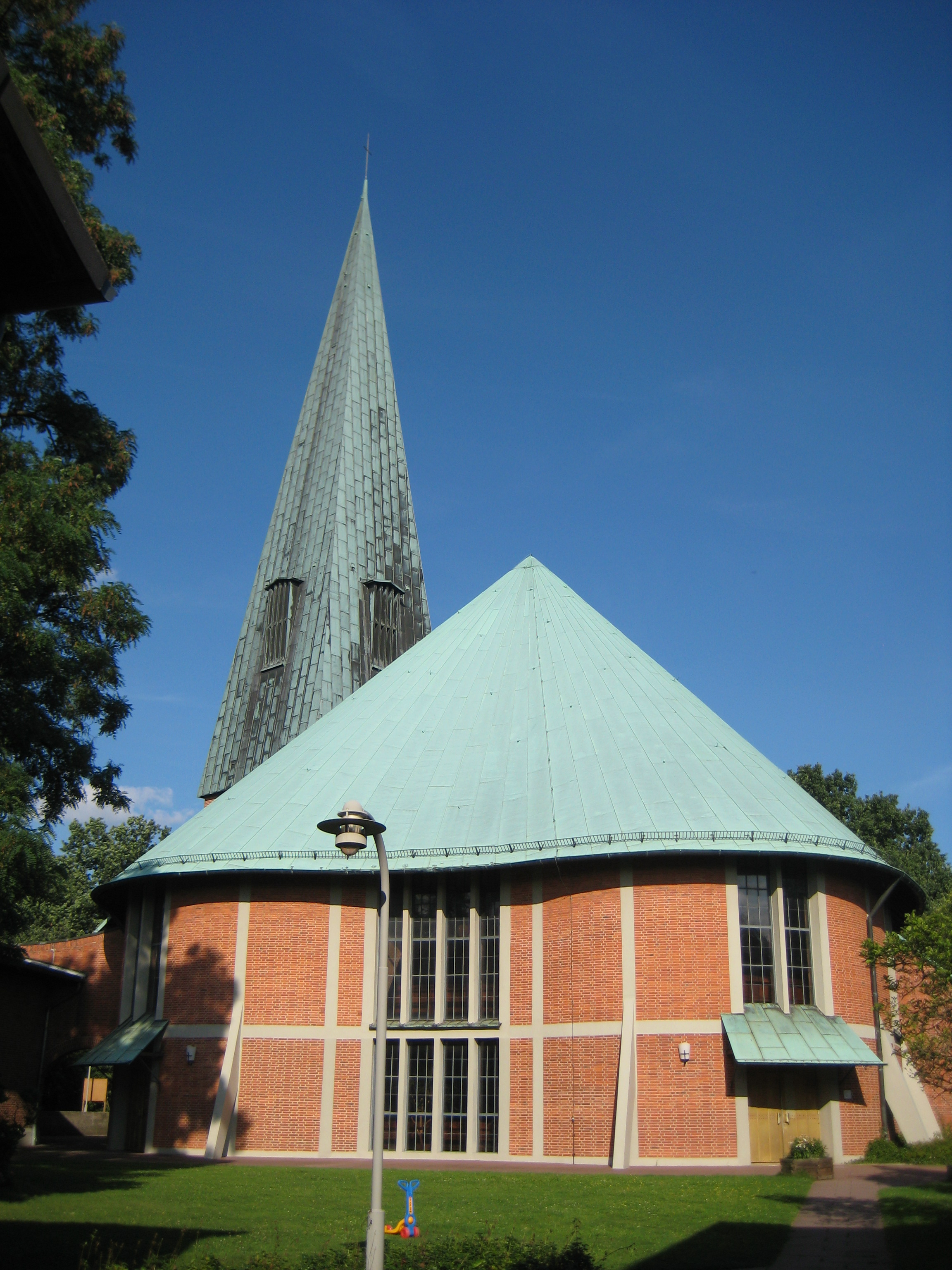
Die Kreuzkirche, Blick von Westen

Die Kreuzkirche ist eine evangelisch-lutherische Kirche im Wolfsburger Stadtteil Hohenstein an der Laagbergstraße. Sie wurde erbaut von 1955 bis 1957 durch Gustav Gsaenger.
Sie war Pfarrkirche der Wolfsburger Kreuzkirchengemeinde und gehört seit dem 1. Januar 2015 zur neugeschaffenen Lukas-Gemeinde, die drei Pfarrbezirke in der Ortschaft Mitte-West vereinigt. 

## Geschichte
1952 beschloss die evangelisch-lutherische Kirchengemeinde Wolfsburg-West, eine Kirche, ein Gemeindehaus, ein Pastorat und eine Kindertagesstätte im neugegründeten Stadtteil Hohenstein westlich der Wolfsburger Innenstadt zu errichten. Das Grundstück war bis dahin als Kleingartengelände genutzt worden. Mehrere Architekten wurden zur Einreichung von Vorschlägen aufgerufen. Der Münchener Architekt Gsaenger, der unter anderem 1953 die Dachauer Friedenskirche gebaut hatte, erhielt den Zuschlag. Am Reformationstag 1957 wurde die Kirche von Landesbischof Hanns Lilje eingeweiht.

## Architektur
Der 25 Meter lange, 23 Meter breite und 21 Meter hohe Zentralbau wurde aus rotem Backstein gemauert, der durch senkrechte und waagerechte Betonstreben gegliedert wird; das Dach ist mit Kupferplatten gedeckt und hat einen kurzen First. Konzipiert wurde die Kirche als „Refugium“. Der Grundriss ist annähernd eiförmig; der Altar liegt im Osten, die beiden mit Schutzdach und Windfang versehenen Eingänge auf der Westseite, die eine Einbuchtung und mehrere große Fenster aufweist. Die Sitzbänke stehen achsensymmetrisch, durch zwei breite Gänge getrennt, Richtung Altar. Der Fußboden ist abwechselnd mit hellen und schwarzen länglichen Natursteinplatten ausgelegt.
Der Innenraum wird zum großen Teil von einer kreisrunden, 13 Meter hohen Kuppel überdacht, in die mehrere Öffnungen eingelassen sind. Unterhalb der Empore ist auch im Inneren der Backstein zu sehen, die Wände oberhalb der Empore sind verputzt. Acht dunkle, zylindrische Säulen führen zur schlichten, hell gestrichenen Kuppel. Der Altarraum ist durch fünf aufwärts führende Stufen vom Gemeinderaum getrennt; über dem Altar befindet sich ein Oberlicht. Hinter dem Altar hängt das großflächige Marmormosaik Neues Jerusalem.
Die asymmetrisch angeordnete Empore mit einer durchbrochenen Brüstung umschließt große Teile des Raums von der linken Altarseite bis zur Seite rechts des Altars; die Orgel steht auf der linken Seite. Rechts befinden sich zwischen Empore und Altar der „Konfirmandenchor“ – eine Wandnische mit Sitzreihen, die ein Kruzifix vom übrigen Raum abtrennt – sowie die schlichte Kanzel mit einem flachen Schalldeckel. Der Taufstein steht links vom Altar in einer durch eine Backsteinmauer mit einem Rednerpult gebildeten Nische. 
Die Kirche hat 620 Sitzplätze auf Bänken. Rund 80 Notsitze können zusätzlich aufgestellt werden.
Der 50 Meter hohe, schlanke, pyramidenförmige Turm ist bis auf den Sockel ebenfalls mit Kupferplatten gedeckt. Der Turm steht unmittelbar nordöstlich des Kirchenschiffs. Da die Kirche auf der Anhöhe „Hohenstein“ errichtet wurde, ist der Turm von weithin sichtbar.
Auch das westlich gelegene Gemeindehaus und das Pastorat wurden aus rotem Backstein errichtet. Zusammen mit der Kirche umschließen sie einen Hof.

## Ausstattung

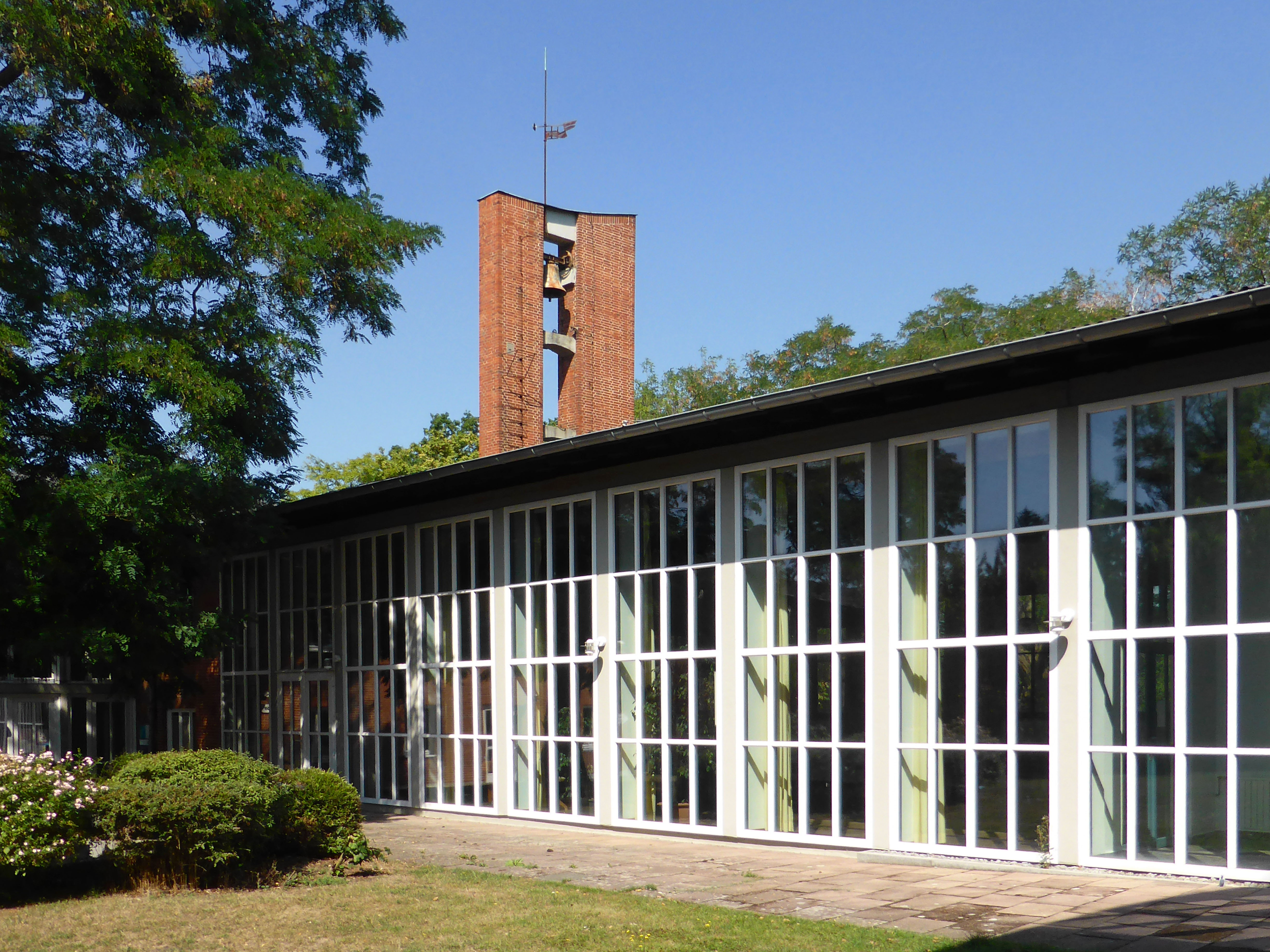
Gemeindesaal mit Campanile

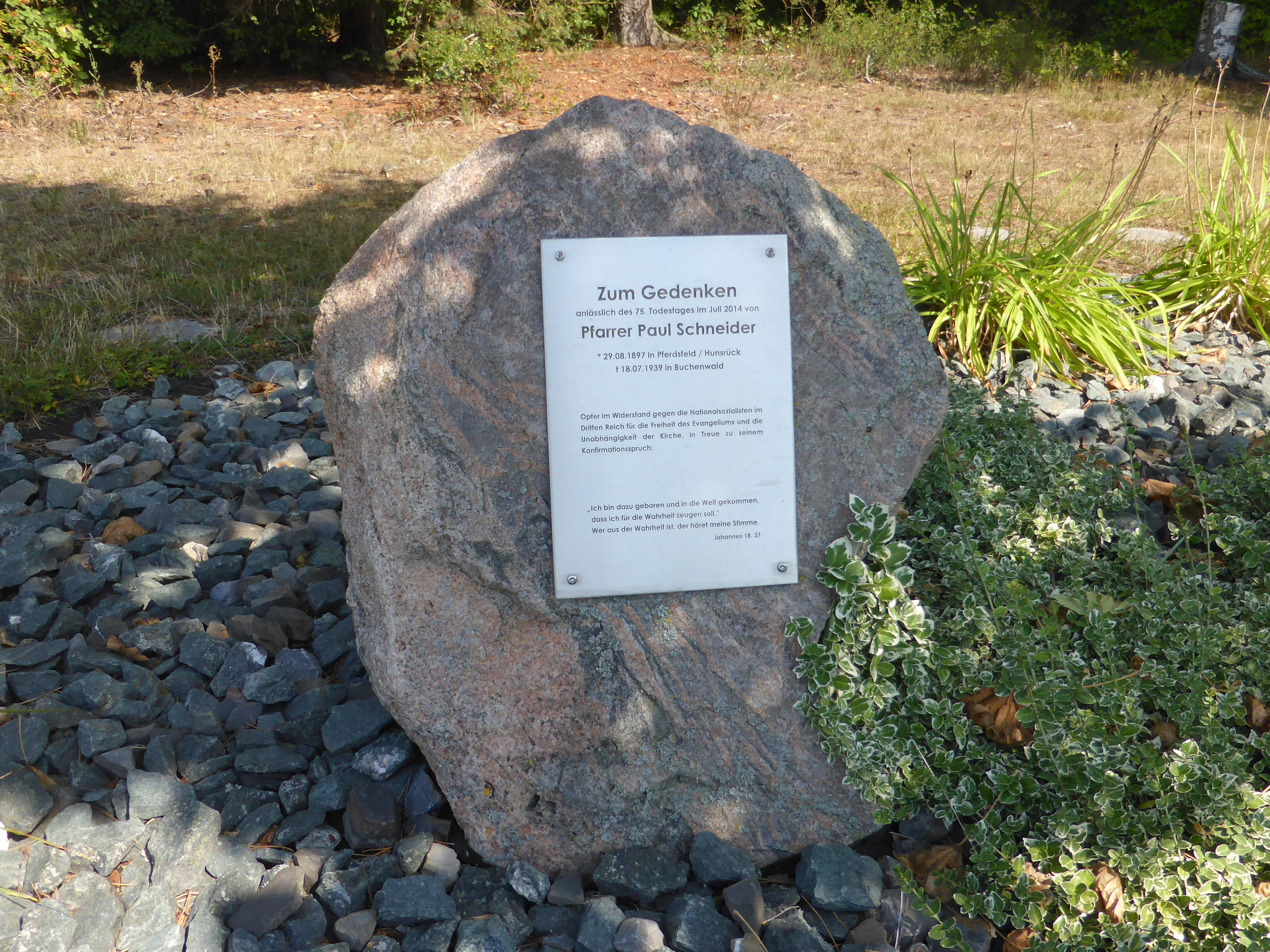
Gedenkstein für Paul Schneider

Gsaenger entwarf auch Einrichtungsgegenstände wie die Wandleuchten, das Deckenkandelaber und die Altarkerzenhalter.
Das Altarbild und die Fensterbilder schuf Gsaengers Tochter Angela Gsaenger. Das Altarbild stellt in abstrahierter Form den traditionellen Kern der Stadt Jerusalem dar; die Pracht der Stadt wird durch Verwendung der Farbe Gold gezeigt. Die Fensterbilder haben die Themen Taube, Lamm sowie Trauben und Ähren. Im Gemeindesaal befinden sich außerdem Ölgemälde und ein Flügelaltar von Angela Gsaenger. 
Das fünf Meter hohe Kruzifix besteht aus Holz und wurde von dem Bildhauer Andreas Schwarzkopf geschaffen, der häufig mit Gustav und Angela Gsaenger zusammenarbeitete.
Im Turm hängen vier Glocken, die in Bochum hergestellt wurden. Es sind die Dominica mit dem Ton c' und einer Masse von 2289 kg, die Sterbeglocke mit dem Ton es' und 1377 kg, die Trauglocke mit f' und 1041 kg sowie die Taufglocke mit as' und 637 kg. Im Campanile des Gemeindehauses hängt die 346 kg schwere Betglocke in c'', die jedoch aus statischen Gründen nicht geläutet wird.
Nahe der Kirche stehen ein Gedenkstein und eine kleine Gedenktafel zur Erinnerung an den 1939 im KZ Buchenwald ermordeten Pfarrer Paul Schneider.

### Orgel
Die Orgel wurde in den 1950er Jahren durch den Orgelbauer Karl Schuke (Berlin) erbaut. Das Schleifladen-Instrument hat 26 Register auf zwei Manualen und Pedal.
| I Rückpositiv C–g3 |                 |       |
| 10.                | Gedackt         | 8′    |
| 11.                | Prinzipal       | 4′    |
| 12.                | Rohrflöte       | 4′    |
| 13.                | Sesquialtera II |       |
| 14.                | Waldflöte       | 2′    |
| 15.                | Sifflöte        | 1 ⁄3′ |
| 16.                | Scharff III-IV  |       |
| 17.                | Krummhorn       | 8′    |
|                    | Tremulant       |       |

| II Hauptwerk C–g3 |             |       |
| 1.                | Prinzipal   | 8′    |
| 2.                | Spillpfeife | 8′    |
| 3.                | Oktave      | 4′    |
| 4.                | Spitzflöte  | 4′    |
| 5.                | Nassat      | 2 ⁄3′ |
| 6.                | Oktave      | 2′    |
| 7.                | Mixtur V-VI |       |
| 8.                | Bärpfeife   | 16′   |
| 9.                | Trompete    | 8′    |

| Pedalwerk C–f1 |             |     |
| 18.            | Untersatz   | 16′ |
| 19.            | Prinzipal   | 8′  |
| 20.            | Gedackt     | 8′  |
| 21.            | Gemshorn    | 4′  |
| 22.            | Bauernflöte | 2′  |
| 23.            | Mixtur V    |     |
| 24.            | Fagott      | 16′ |
| 25.            | Trompete    | 8′  |
| 26.            | Schalmei    | 4′  |